# 夢幻クライマックス/愛はまるで静電気/Singing〜あの頃のように〜
「夢幻クライマックス/愛はまるで静電気/Singing〜あの頃のように〜」（むげんクライマックス/あいはまるでせいでんき/シンギング あのころのように）は、2016年11月2日にアップフロントワークス（zetimaレーベル）から発売された℃-uteのメジャー30枚目のシングル。

## 概要
初回生産限定盤A・B・C、通常盤A・B・Cの6形態で発売。すべての初回生産限定盤AはCD+DVDで、すべての通常盤はCDのみとなっている。すべての初回生産限定盤にイベント抽選シリアルナンバーカードが封入されている。初回仕様のすべての通常盤にはトレカサイズ生写真（通常盤A：「夢幻クライマックス」衣裳のソロ5種+集合1種よりランダムにて1枚、通常盤B：「愛はまるで静電気」衣裳のソロ5種+集合1種よりランダムにて1枚、通常盤C：「Singing〜あの頃のように〜」衣裳のソロ5種+集合1種よりランダムにて1枚）が封入されている。
「夢幻クライマックス」は1番の歌詞に当時の℃-uteメンバーの名前、2番の歌詞に℃-uteを卒業したメンバーの名前が含まれている。楽曲を手掛けた大森靖子は「（翌年に）解散が決まっていたので歌詞を書き直した」という。

## 収録曲
| #  | タイトル                                    | 作詞     | 作曲       | 編曲       | 時間 |
| -- | ------------------------------------------- | -------- | ---------- | ---------- | ---- |
| 1. | 「夢幻クライマックス」                      | 大森靖子 | 大森靖子   | 大久保薫   | 4:01 |
| 2. | 「愛はまるで静電気」                        | 児玉雨子 | 星部ショウ | 平田祥一郎 | 4:17 |
| 3. | 「Singing〜あの頃のように〜」               | つんく   | つんく     | 平田祥一郎 | 4:29 |
| 4. | 「夢幻クライマックス」(Instrumental)        |          |            |            | 4:01 |
| 5. | 「愛はまるで静電気」(Instrumental)          |          |            |            | 4:17 |
| 6. | 「Singing〜あの頃のように〜」(Instrumental) |          |            |            | 4:29 |

| #  | タイトル                            | 作詞 | 作曲・編曲 | 時間 |
| -- | ----------------------------------- | ---- | ---------- | ---- |
| 1. | 「夢幻クライマックス」(Music Video) |      |            | 4:29 |

| #  | タイトル                          | 作詞 | 作曲・編曲 | 時間 |
| -- | --------------------------------- | ---- | ---------- | ---- |
| 1. | 「愛はまるで静電気」(Music Video) |      |            | 5:01 |

| #  | タイトル                                   | 作詞 | 作曲・編曲 | 時間 |
| -- | ------------------------------------------ | ---- | ---------- | ---- |
| 1. | 「Singing〜あの頃のように〜」(Music Video) |      |            | 5:30 |

## リリース日一覧
| 地域 | リリース日    | レーベル              | 規格                                              | カタログ番号                     |
| ---- | ------------- | --------------------- | ------------------------------------------------- | -------------------------------- |
| 日本 | 2016年11月2日 | zetima/UP-FRONT WORKS | CDマキシシングル+DVD                              | EPCE-7249〜50（初回生産限定盤A） |
| 日本 | 2016年11月2日 | zetima/UP-FRONT WORKS | CDマキシシングル+DVD                              | EPCE-7251〜52（初回生産限定盤B） |
| 日本 | 2016年11月2日 | zetima/UP-FRONT WORKS | CDマキシシングル+DVD                              | EPCE-7253〜54（初回生産限定盤C） |
| 日本 | 2016年11月2日 | zetima/UP-FRONT WORKS | CDマキシシングル                                  | EPCE-7255（通常盤A）             |
| 日本 | 2016年11月2日 | zetima/UP-FRONT WORKS | CDマキシシングル                                  | EPCE-7256（通常盤B）             |
| 日本 | 2016年11月2日 | zetima/UP-FRONT WORKS | CDマキシシングル                                  | EPCE-7257（通常盤C）             |
| 日本 | 2016年11月2日 | zetima/UP-FRONT WORKS | ダウンロードシングル （LC-AAC）                   |                                  |
| 日本 | 2016年11月2日 | zetima/UP-FRONT WORKS | ハイレゾダウンロードシングル （FLAC 96kHz/24bit） |                                  |

## クレジット
夢幻クライマックス
- Keyboards & Programming：大久保薫
- Chorus：塩原奈美子

愛はまるで静電気
- Programming：平田祥一郎
- Guitar：土肥真生
- Chorus：塩原奈美子

Singing〜あの頃のように〜
- Sound Produce：つんく♂
- Programming：平田祥一郎
- Chorus：CHINO

## カバー
夢幻クライマックス
- 大森靖子（2017年3月15日、アルバム『kitixxxgaia』「夢幻クライマックス（かもめ教室編）」）- 歌詞をあらたに書き下ろし、ピアノ弾き語りでセルフ・カバー。編曲はsugarbeans、末永華子。
- 大森靖子（2021年7月7日、アルバム『PERSONA #1』「夢幻クライマックス feat. MIKEY（東京ゲゲゲイ）」）- 改めて歌詞を書き下ろし、ゲストボーカルに東京ゲゲゲイのMIKEYがラップで歌唱するセルフ・カバー。石川綾子がヴァイオリンで参加し、編曲は大久保薫。

愛はまるで静電気
- 山﨑夢羽（2024年6月28日、配信限定シングル『愛はまるで静電気』）